# Nymphe-Klasse (1864)
Die Nymphe-Klasse war eine Klasse von zwei Glattdeckkorvetten, die in den frühen 1860er-Jahren für die preußische Marine gebaut wurden. Die zwei Schiffe waren Nymphe und Medusa. Die Schiffe waren nach Figuren der griechischen Mythologie benannt und wurden 1861 in Auftrag gegeben, während sich zeitgleich auch noch die größeren Gedeckten Korvetten der Arcona-Klasse im Bau befanden. Die beiden Schiffe der Klasse wurden fast zeitgleich Anfang 1862 auf Kiel gelegt, die Arbeiten an der Medusa wurden jedoch aufgrund von Haushaltsstreitigkeiten mit dem preußischen Parlament und dem Wunsch, während des Baus der Nymphe Erfahrungen zu sammeln, langsamer ausgeführt. Die Korvetten der Klasse wurden im Zuge des Neuaufbaus der preußischen Marine beauftragt und sollten im regulären Flottendienst sowie später auf ausgedehnten Einsatzfahrten in überseeischen Interessensgebieten Preußens und des Deutschen Kaiserreichs Dienst tun.
Während der deutschen Einigungskriege kam die Nymphe zudem auch gegen die überlegenen Marinen der Kriegsgegner Dänemark und Frankreich zum Einsatz.
Die Schiffe hatten als Hauptbewaffnung eine Batterie von zehn 36-Pfünder- und sechs 12-Pfünder-Kanonen und verfügten über eine vollständige Segelausrüstung, um die ebenfalls vorhandene Dampfmaschine auf langen Einsatzfahrten in Übersee zu ergänzen. Die Schiffe wurden ab Mitte der 1870er Jahre als Schulschiffe verwendet und Anfang der 1880er Jahre, da nun vollkommen veraltet, aus dem aktiven Dienst genommen und zur Verschrottung verkauft.

## Geschichte
Ab Mitte der 1850er-Jahre expandierten preußische Handelsinteressen auf den überseeischen Märkten in Asien, Mittel- und Südamerika und im Pazifik, wo sie mit den Interessen anderer europäischer Mächte kollidierten, die preußische Unternehmen von Aktivitäten in ihren überseeischen Interessensgebieten ausschlossen.
Entsprechend entschied das Oberkommando der Marine, parallel zum Beginn des Bauprogramms für gepanzerte Kriegsschiffe, dass ungepanzerte Dampfkorvetten immer noch notwendig waren, um die wirtschaftlichen Interessen in Übersee zu schützen. Die Entwurfsarbeiten für die Gedeckten Korvetten der Arcona-Klasse hatten bereits 1854 begonnen. Darüber hinaus entschied die Marine, dass auch kleinere Schiffe nützlich sein würden, und so begann die Bauabteilung 1861 mit den Arbeiten an dem neuen Entwurf. Zudem war kurz zuvor der amerikanische Bürgerkrieg ausgebrochen und der Einsatz von Freibeutern durch die Konföderierten wurde als weitere erhebliche Bedrohung für die neutrale Schifffahrt eingeschätzt. Dies stützte den Bedarf an weiteren leichteren Kriegsschiffen mit hoher Reichweite für Preußen, die zusätzlich zu anderen Kreuzeraufgaben auch die eigenen Handelsschiffe schützen konnten.
Folgerichtig wurden die Schiffe der Nymphe-Klasse außer mit der technischen Innovation der Dampfkraft auch mit traditionellen Segelanlagen ausgestattet. Sie erhielten so einen entsprechend großen Aktionsradius und konnten zudem, als sogenannte Stationäre zum Schutz preußischer und deutscher Interessen und zur weiteren Machtprojektion, häufig auch im Sinne einer Kanonenbootpolitik, auf in Übersee eingerichteten Marinestationen eingesetzt werden.
Zur Zeit des Baus und der Fertigstellung der Nymphe trat dann allerdings der Konflikt um Schleswig-Holstein zwischen Dänemark und dem Deutschen Bund, dem auch Preußen angehörte, in den Vordergrund. Dänemark hatte ab 1861 mit dem Ausbau seiner Seestreitkräfte begonnen, was auf Seiten Preußens zu der Befürchtung führte, dass die kleine preußische Flotte der dänischen Marine hoffnungslos unterlegen sein würde, falls die Dänen versuchen würden, die Schleswig-Holstein-Frage mit Gewalt zu lösen. Im März 1861 gab der Marineminister Albrecht von Roon, der zugleich auch preußischer Kriegsminister war, einen Flottenplan heraus, der zwölf Dampfkorvetten sowie weitere Schiffe als Teil eines Programms zur Vorbereitung auf einen wahrscheinlichen Konflikt mit Dänemark vorsah. Roons Pläne, die preußische Armee und Marine zu erweitern und zu reformieren, löste zunächst eine politische Krise aus, da sich der Preußische Landtag weigerte, die notwendigen Mittel für Roons Pläne bereitzustellen. Letztlich bestellte die preußische Marine die Schiffe allerdings auch ohne Zustimmung des Landtags am 23. Juli 1861. Die Baumaterialien stammten zum größten Teil aus Preußen selbst, lediglich die Maschinen mussten im englischen Ausland bestellt werden.
Im Zuge des sich verschärfenden Konflikts mit Dänemark wurde das Typschiff Nymphe direkt nach seiner Fertigstellung Anfang 1864 für den Einsatz in eben diesem Konflikt in Dienst gestellt und nahm im folgenden Deutsch-Dänischen Krieg aktiv an den Kampfhandlungen teil, so etwa im Seegefecht bei Jasmund. Auch im Deutsch-Französischen Krieg war die Nymphe zum Schutz der deutschen Küste eingesetzt, während die im April 1867 fertiggestellte Medusa sich zu dieser Zeit bereits als Stationär im Ausland befand, wo sie vom französischen Ostasiengeschwader im Hafen von Yokohama blockiert wurde.
Neben den Kriegseinsätzen der Nymphe wurden beide Schiffe gemäß ihrem Einsatzzweck während ihrer gesamten Dienstzeit auf mehrjährigen Einsatzfahrten in Übersee eingesetzt. Hierbei absolvierte die Nymphe während ihres Überseeeinsatzes von 1871 bis Mai 1874 die erste Weltumsegelung eines Kriegsschiffes der Kaiserlichen Marine. Mitte der 1870er-Jahre waren die Schiffe der Nymphe-Klasse nicht mehr als Kriegsschiffe geeignet und wurden als Schiffsjungenschulschiffe verwendet. Aus diesem Dienst schied die Medusa dann bereits 1881, die Nymphe vier Jahre später aus.

## Einheiten
| Name   | Bauwerft                 | Kiellegung      | Stapellauf       | Indienststellung |
| ------ | ------------------------ | --------------- | ---------------- | ---------------- |
| Nymphe | Königliche Werft, Danzig | 25. Januar 1862 | 19. April 1863   | 20. Februar 1864 |
| Medusa | Königliche Werft, Danzig | 6. Februar 1862 | 20. Oktober 1864 | 10. April 1867   |

## Technische Beschreibung

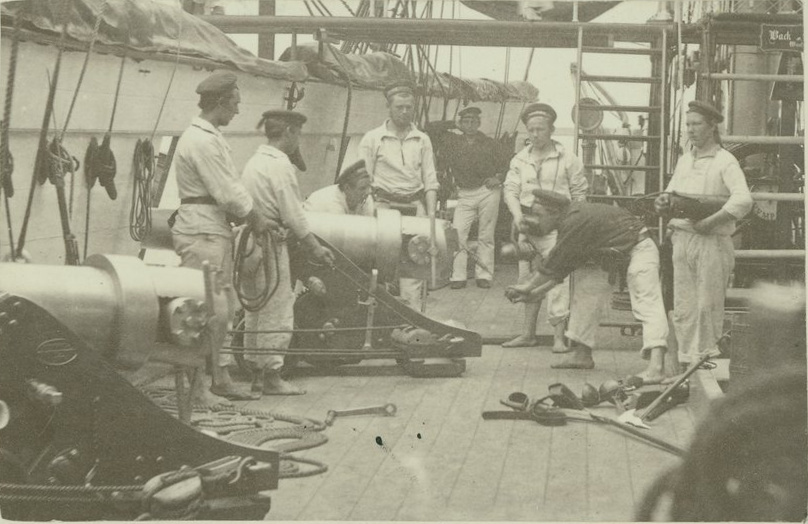
Laden der Geschütze auf der Nymphe 1872

### Allgemeine Merkmale
Die beiden Schiffe der Nymphe-Klasse waren an der Wasserlinie 58,54 m und insgesamt 64,9 m lang, 10,2 m breit und wiesen einen maximalen Tiefgang von 4,47 m auf. Die Konstruktionsverdrängung lag bei 1085 Tonnen (t) und bis zu 1202 t bei Volllast.

Die Schiffsrümpfe waren Holzkonstruktionen mit hölzernen Querspanten. Der Außenrumpf wurde mit Kupferplatten beschlagen, um Biokorrosion bei den längeren Einsätzen in Übersee zu verhindern, wo Werftanlagen nicht ohne Weiteres verfügbar waren.

Jede Korvette trug vier kleinere Boote nicht näher bezeichneter Typen.

### Antrieb
Nymphe und Medusa waren mit einer einzelnen 2-Zylinder-Schiffsdampfmaschine ausgestattet, die einen 2-Blatt-Schraubenpropeller mit einem Durchmesser von 3,64 m antrieb. Dampf lieferten zwei kohlebefeuerte Kessel, die von J. Penn & Sons in Greenwich hergestellt worden waren. Die Abgase wurden in einen einzelnen einziehbaren Schornstein geleitet. Jedes Schiff hatte einen Kohlenvorrat von 126 Tonnen.
Die Schiffe hatten eine geplante Geschwindigkeit von 12 Knoten (22,0 km/h) unter Dampf bei einer indizierten Leistung von 800 PS (790 kW).
Die Schiffe wurden mit einem Dreimast-Vollschiff-Rigg ausgestattet, um ihre Dampfmaschinen bei ihren langen Einsätzen im Ausland zu ergänzen, wo Kohle knapp sein konnte. Sie erreichten damit eine maximale Reichweite von 1250 Seemeilen (2320 km) bei 12 kn Geschwindigkeit. Die Schiffe wurden mit einem einzigen Ruder gesteuert und galten – gerade im Gegensatz zu den meisten anderen Dampfkorvetten, die von Preußen und dem Deutschen Reich gebaut wurden – auch unter Segeln als sehr seetüchtig. Zusätzlicher Ballast im Heck verbesserte die Segeleigenschaften sogar noch.

### Bewaffnung
Die Schiffe der Klasse waren mit einer Batterie von zehn 36-Pfünder- und sechs 12-Pfünder-Vorderladerkanonen bewaffnet. 1869 wurde die Bewaffnung auf zunächst 17, später auf neunzehn 12-cm-Ringkanonen L/23 abgeändert, für die insgesamt 1900 Schuss Munition mitgeführt wurden. Die Geschütze hatten eine Reichweite von 5900 m. Im Einsatz als Schulschiffe wurde die Bewaffnung auf neun Ringkanonen reduziert.

## Besatzung
Die Besatzung hatte eine Stärke von 190 Mann (14 Offiziere und 176 Unteroffiziere bzw. Mannschaften).